# حمله آتش‌سوزی بولدر (۲۰۲۵)
در ۱۱ خرداد ۱۴۰۴ (۱ ژوئن ۲۰۲۵ میلادی) در بولدر، کلرادو، ایالات متحده، محمد صبری سلیمان، مردی مصری ساکن کلرادو، ظاهراً از شعله‌افکن دست‌ساز و بمب‌های مولوتف برای حمله به گروهی که در راهپیمایی همبستگی برای گروگان‌های گرفته‌شده از اسرائیل در جریان حملات ۷ اکتبر به رهبری حماس شرکت می‌کردند، استفاده کرد. این حمله منجر به زخمی شدن شانزده نفر شامل خود مظنون شد. سلیمان در جریان حمله چندین شعار سیاسی سر داد و بعداً در مصاحبه با پلیس اظهار داشت که آن گروه را هدف قرار داده چون معتقد بود آن‌ها صهیونیست هستند. سلیمان به جرم جنایت انگیزه نفرت فدرال و ۱۱۸ اتهام جنایی ایالتی متهم شد.

## پیش‌زمینه
راهپیمایی همبستگی توسط شعبه محلی بولدر سازمان «دویدن برای زندگی‌شان» سازماندهی شد، گروهی ملی که از ۷ اکتبر ۲۰۲۳ رویدادهای هفتگی را در حمایت از گروگان‌های نگهداری‌شده در غزه برگزار می‌کند. راهپیمایی از خیابان پرل و خیابان هشتم شروع شد، از مرکز خرید خیابان پرل عبور کرد و شامل نمایش ویدیویی برنامه‌ریزی‌شده در دادگاه قدیمی شهرستان بولدر بود. سازماندهندگان گفتند که این رویداد اعتراض نبود، بلکه راهپیمایی مسالمت‌آمیزی بود که به عنوان درخواست آزادی گروگان‌ها در نظر گرفته شده بود.

## حمله
قبل از حمله، مهاجم خود را به صورت باغبان لباس پوشاند تا بتواند بدون جلب توجه زیاد به تظاهرات نزدیک شود. شاهدان گزارش دادند که حدود ساعت ۱:۲۶ ظهر به وقت کوهستان، مردی برهنه از کمر به بالا بمب‌های مولوتف به شرکت‌کنندگان راهپیمایی نزدیک خیابان سیزدهم و خیابان پرل پرتاب کرد. میری کورنفلد، سازماندهنده گروه «دویدن برای زندگی‌شان»، به تلویزیون KUSA گفت که وقتی آن‌ها رسیدند مردی آنجا منتظر بود و بطری به پنج نفر پرتاب کرد، از جمله زنی که به شدت سوخت و مجبور شد روی زمین غلت بزند تا آتش را خاموش کند. طبق گزارش FBI، مهاجم در جریان حمله فریادهای «پایان صهیونیسم»، «فلسطین را آزاد کنید» و «چند کودک کشته شدند» سر داد.
پلیس گفت که مردی را در صحنه دستگیر کردند. بر اساس گزارش پلیس، متهم گفت که دو عدد از هجده وسیله آتش‌زا را به سمت افراد دیگر پرتاب کرد و با استفاده از دستگاه کوله‌پشتی بنزین روی خودش پاشید و به بازجویان گفت که قصد مردن داشته است.

## قربانیان
بر اساس گزارش دادستان‌های ایالتی، پانزده نفر، هشت زن و هفت مرد، قربانی حمله محسوب شدند که سن قربانیان از ۲۵ تا ۸۸ سال متغیر بود. شش نفر از قربانیان در بیمارستان بستری شدند که دو نفر از آن‌ها نیاز به انتقال با هلیکوپتر به بیمارستان داشتند. آسیب‌ها شامل سوختگی درجه دوم و سوم بود؛ سه نفر از قربانیان هنوز چهار روز پس از حمله در بیمارستان بستری بودند. مسن‌ترین قربانی، باربارا اشتاین‌متز، بازمانده هولوکاست است که از اروپا فرار کرده بود و قربانی دیگر استاد دانشگاه کلرادو است.

## مهاجم
مظنون به عنوان محمد صبری سلیمان، مرد ۴۵ ساله مصری متولد ۱۵ دسامبر ۱۹۷۹ شناسایی شد. سلیمان در مصر متولد و بزرگ شد و ۱۷ سال در کویت زندگی کرد. او قبلاً برای مقامات محلی اجرای قانون شناخته شده نبود. ویزای سلیمان در فوریه ۲۰۲۳ منقضی شد. در مارس ۲۰۲۳، به او مجوز کار اعطا شد که در ۲۸ مارس ۲۰۲۵ منقضی شد. پس از آن تاریخ، او به صورت غیرقانونی در ایالات متحده باقی ماند.
سلیمان پس از آن که به دلیل وضعیت مهاجرتی‌اش از خرید اسلحه منع شد، در مورد نحوه ساخت بمب مولوتف تحقیق کرد. پلیس تأیید کرد که مظنون از آتش‌افکن دست‌ساز و وسیله آتش‌زا استفاده کرده است.
در حالی که در بازداشت بود، سلیمان هیچ پشیمانی نشان نداد و گفت که از «گروه صهیونیست» متنفر است، می‌خواهد همه «مردم صهیونیست» را بکشد و اگر فرصتی پیدا کند دوباره این کار را خواهد کرد. در نتیجه او به جرم جنایت انگیزه نفرت متهم شد و این اظهارات در سوگندنامه ذکر شد.